# 우방기어군
우방기어군(Ubangian)은 중앙아프리카공화국과 콩고민주공화국에서 주로 사용되는 70여개 언어로 이루어진 언어군이다. 중앙아프리카공화국에서는 공용어인 상고어를 포함하여 국내 언어의 절대다수가 속하며 2~3백만 명의 화자가 있다. 인접한 국가들에도 화자 집단이 분포한다.

## 계통
조지프 그린버그 (1963)가 당시 거의 알려진 바가 없던 우방기어군을 처음 아다마와어군과 함께 니제르콩고어족의 하위 분파로 분류하였다. 이는 곧 부정되고 로저 블렌치의 사바나어군 등 여러 분파로 분류되었다. 그러나 이에 대한 의문은 증가하고 있으며, Dimmendaal (2008)은 이것이 니제르콩고어족에 속한다는 설득력 있는 증거도 거의 제시된 적이 없다는 점을 들어 "우방기어군은 독립적인 어족으로서 더 이상 니제르-콩고어족이나 다른 어족과 연관되어 있다는 점을 보일 수 없다"이라고 서술했다. 그러나 블렌치 (2012)는 이를 니제르콩고어족에 포함시켰으며, Güldemann (2018)은 우방기어군이 니제르콩고어족에 포함된다는 증거는 여전히 약하지만, 이는 니제르콩고어족에의 소속 여부가 도전받지 않는 다른 여러 분파들에 대해서도 동일하다고 지적했다.

## 내부 분류
Boyd & Moñino (2010)에 따르면 그바야어군과 잔데어군은 더 이상 우방기어군으로 분류되지 않는다. 나머지 분파들은 일관성이 있으나 그 상호 관계는 명확하지 않다. Williamson & Blench (2000)<ref name = "Williamson">은 다음과 같은 정렬을 제안했다.
우방기어군
- 반다어군(Banda)
- 응반디어군(Ngbandi): 방언연속체로서, 중아공의 공용어인 상고어가 여기에 기반한다.
- Sere-Mba
  - 세레어군(Sere)
  - Ngbaka-Mba
    - 응바카어군(Ngbaka): "응바카"는 이 지역에서 다양한 언어를 가리키는 데 사용되는 모호한 용어로서, 반투어군의 응바카 미나겐데어 등을 가리키기도 한다.
    - 음바어군(Mba)

또한 자료 부족으로 인해 위치가 불확실한 응곰베어(Ngombe)도 있다.